# Ahaus
Ahaus é uma cidade da Alemanha, localizado no distrito de  Borken, região administrativa de Münster, estado da Renânia do Norte-Vestfália.

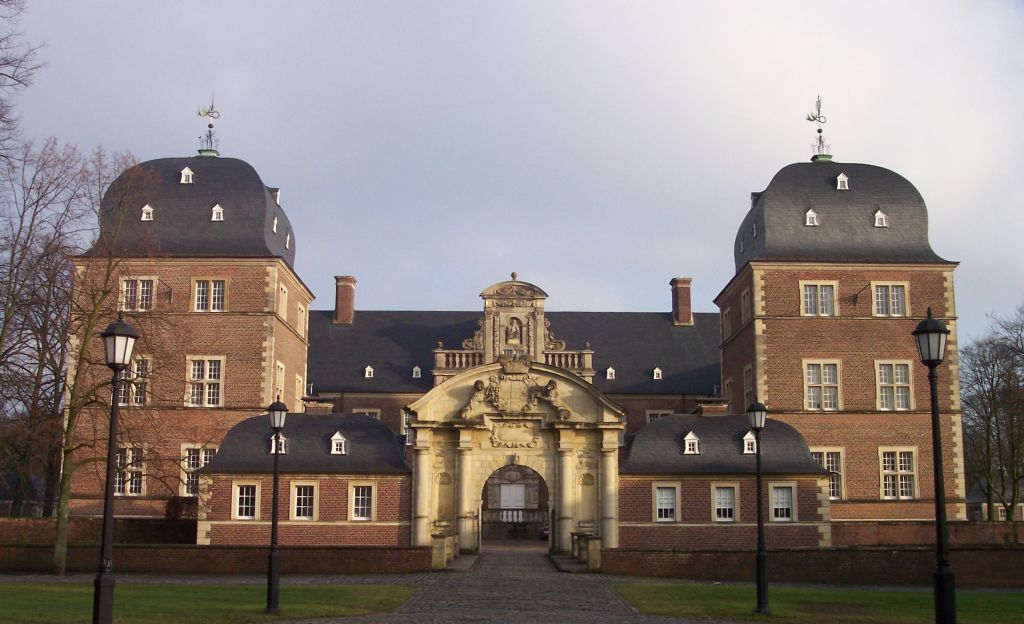
Castelo de Ahaus

## Subdivisões
O município de Ahaus está dividido em 6 povoados:
- Ahaus
- Alstätte
- Graes
- Ahaus-Ottenstein
- Wessum
- Wüllen (Ahaus)